# The Video Collection 93:99
The Video Collection 93:99 är den andra musikvideosamlingen av den amerikanska popartisten Madonna. Videon släpptes av Warner Bros. den 2 november 1999, och består av Madonnas samtliga musikvideor producerade 1993–99. En tidigare version, betitlad The Video Collection 92–99 och innehållande videon "Erotica" från 1992, drogs tillbaka på grund av videons sexuella innehåll. "Erotica" har därför ersatts med "The Power of Good-Bye" på den nuvarande samlingen. Videorna på denna samling handplockades av Madonna, som kände att dessa var hennes 14 bästa.

## Låtlista
| Nr  | Titel                                                                             | Kompositör                                                               | Regissör(er)          | Längd |
| --- | --------------------------------------------------------------------------------- | ------------------------------------------------------------------------ | --------------------- | ----- |
| 1.  | Bad Girl (från Erotica, 1992)                                                     | Madonna, Shep Pettibone, Anthony Shimkin                                 | David Fincher         | 6:11  |
| 2.  | Fever (Edit One Remix) (från Erotica, 1992)                                       | Eddie Cooley, John Davenport                                             | Stéphane Sednaoui     | 4:08  |
| 3.  | Rain (från Erotica, 1992)                                                         | Madonna, S. Pettibone                                                    | Mark Romanek          | 4:34  |
| 4.  | Secret (från Bedtime Stories, 1994)                                               | Madonna, Dallas Austin, S. Pettibone                                     | Melodie McDaniel      | 4:22  |
| 5.  | Take a Bow (från Bedtime Stories, 1994)                                           | Madonna, Kenneth "Babyface" Edmonds                                      | Michael Haussman      | 4:34  |
| 6.  | Bedtime Story (från Bedtime Stories, 1994)                                        | Nellee Hooper, Björk, Marius de Vries                                    | Mark Romanek          | 4:25  |
| 7.  | Human Nature (från Bedtime Stories, 1994)                                         | Madonna, Dave Hall, Shawn McKenzie, Kevin McKenzie, Michael Deering      | Jean-Baptiste Mondino | 4:33  |
| 8.  | Love Don't Live Here Anymore (Soulpower Remix) (från Something to Remember, 1995) | Miles Gregory                                                            | Jean-Baptiste Mondino | 4:39  |
| 9.  | Frozen (från Ray of Light, 1998)                                                  | Madonna, Patrick Leonard                                                 | Chris Cunningham      | 5:21  |
| 10. | Ray of Light (från Ray of Light, 1998)                                            | Madonna, William Orbit, Clive Maldoon, Dave Curtiss, Christine Ann Leach | Jonas Åkerlund        | 5:06  |
| 11. | Drowned World/Substitute for Love (från Ray of Light, 1998)                       | Madonna, W. Orbit, Rod McKuen, Anita Kerr, David Collins                 | Walter Stern          | 4:57  |
| 12. | The Power of Good-Bye (från Ray of Light, 1998)                                   | Madonna, Rick Nowels                                                     | Matthew Rolston       | 4:10  |
| 13. | Nothing Really Matters (från Ray of Light, 1998)                                  | Madonna, P. Leonard                                                      | Johan Renck           | 4:25  |
| 14. | Beautiful Stranger (från Austin Powers: The Spy Who Shagged Me, 1999)             | Madonna, W. Orbit                                                        | Brett Ratner          | 4:34  |